# Lijst van oudkatholieke bisschoppen van Deventer
Onderstaand volgt een lijst van bisschoppen van het bisdom Deventer, een Nederlands oudkatholiek bisdom.
| Bisschop van Deventer                                           | Bisschop van Deventer             | Bisschop van Deventer                         |
| --------------------------------------------------------------- | --------------------------------- | --------------------------------------------- |
| Zie ook de lijst van bisschoppen van Deventer van 1559 tot 1591 |                                   |                                               |
| 1758 - 1778                                                     | Bartholomeus Johannes Bijeveld    |                                               |
| 1778 - 1805                                                     | Nicolaas Nelleman                 |                                               |
| 1805 - 1824                                                     | Gisbertus Cornelius de Jong       |                                               |
| 1824 - 1853                                                     | Wilhelmus Vet                     |                                               |
| 1853 - 1874                                                     | Hermanus Heijkamp                 |                                               |
| 1875 - 1893                                                     | Cornelius Diependaal              |                                               |
| 1894 - 1929                                                     | Nicolaus Bartholomeus Petrus Spit |                                               |
| 1929 - 1941                                                     | Johannes Hermannus Berends        |                                               |
| 1941 - 1959                                                     | Engelbertus Lagerwey              |                                               |
| 1959 - 1979                                                     | Petrus Josephus Jans              |                                               |
| 1979 - 1982                                                     | Antonius Jan Glazemaker           | In 1982 benoemd tot aartsbisschop van Utrecht |

Na de benoeming van Glazemaker tot aartsbisschop van Utrecht werd geen nieuwe bisschop van Deventer benoemd.